# Matteo Busato
Matteo Busato (* 20. Dezember 1987 in Castelfranco Veneto) ist ein ehemaliger italienischer Radrennfahrer.

## Karriere
Matteo Busato wurde 2008 bei der Tour de l’Avenir bei einem Teilstück Etappenzweiter und er belegte auch in der Punktewertung den zweiten Rang hinter dem Sieger Maciej Paterski. 2011 gewann Busato den Giro della Regione Friuli.
Busato erhielt für das Jahr 2012 einen Vertrag beim Team Idea und konnte im gleichen Jahr den Giro del Medio Brenta gewinnen und im Folgejahr den Gran Premio Capodarco. Der Sieg bei Kreiz Breizh Elites 2014 war der größte Erfolg seiner Karriere. In den folgenden Jahren kamen keine weiteren Siege hinzu. Beste Ergebnisse waren ein sechster Platz bei der Tour of Qinghai Lake 2015, ein zweiter Platz beim Memorial Marco Pantani 2015, ein dritter Platz bei  Tour de Korea 2018 und ein weiterer dritter Platz der Tour de la Mirabelle 2019.
Nach der Saison 2020 beendete Busato im Alter von 33 Jahren seine Karriere als Radrennfahrer. Seit der Saison 2024 ist er Mitglied der sportlichen Leitung der Top Girls Fassa Bortolo.

## Erfolge
2011
- Gesamtwertung Giro della Regione Friuli

2012
- Giro del Medio Brenta

2013
- Gran Premio Capodarco

2014
- Gesamtwertung Kreiz Breizh Elites

## Grand-Tour-Platzierungen
| Grand Tour            | 2015 | 2016 | 2017 |
| --------------------- | ---- | ---- | ---- |
| Giro d’ItaliaGiro     | 106  | 57   | 84   |
| Tour de FranceTour    | –    | –    | –    |
| Vuelta a EspañaVuelta | –    | –    | –    |